# 波苏-达斯特林谢拉斯
波苏-达斯特林谢拉斯是巴西阿拉戈斯州的一个市镇。总面积302.92平方公里，总人口12203人，人口密度40.3人/平方公里。